# سیارک ۲۸۴۰
سیارک ۲۸۴۰ (به انگلیسی: 2840 Kallavesi، نامگذاری:1941UP) دو هزار و هشتصد و چهلمین سیارک کشف شده‌است که در ۱۵ اکتبر ۱۹۴۱ کشف شد.
قدر مطلق سیارک برابر ۱۲٫۸۰ است.